# Palicourea microcarpa
Palicourea microcarpa es una especie de planta con flor en la familia de las Rubiaceae.

## Distribución
Es endémica de Perú. Arbusto de las cuencas del Huallaga y Marañón. Se desconoce el estado actual de sus posibles subpoblaciones.

## Taxonomía
Palicourea microcarpa fue descrita por (Ruiz & Pav.) Zappi y publicado en Kew Bulletin 55(1): 168–169, en el año 2000.
Sinonimia
- Coffea microcarpa Ruiz & Pav. (1799). basónimo
- Coffea bidentata D.Dietr. (1839), nom. illeg.
- Rudgea microcarpa (Ruiz & Pav.) Standl. (1931).
- Psychotria yungasensis Rusby 1893).[3][4]